# Olof Forsén
Olof Andreas Forsén, född 9 mars 1898 i Göteborg, död 18 januari 1967 i Stockholm (Gustav Vasa församling), var en svensk radioman och tidig reporter vid AB Radiotjänst.
Forsén tog en fil. kand. vid Göteborgs högskola 1922 och en fil. lic. 1928. Han arbetade för Göteborgs-Tidningen 1923–1925 och var även föreståndare för Västsvenska folkminnesarkivet 1928–1932.
1930 blev han programchef vid Radiotjänst i Göteborg, en tjänst som han innehade till 1935. Detta år var han ordförande i Västsvenska folkminnesarkivet. 1946–1950 var Forsén chef för radions aktualitetsavdelning. Forsén var en tidig dokumentatör av svensk folkmusik; flera av hans inspelningar från främst 1940-talet finns tillgängliga i Svenskt visarkivs kataloger.
1966 utkom boken Idyll och aktuellt, Olof Forsén berättar radiominnen.
Forsén gifte sig andra gången 1954 med TV-producenten Ingrid Samuelsson. De är begravda på Skogskyrkogården i Stockholm.